# USS Wyoming (BB-32)
O USS Wyoming foi um couraçado operado pela Marinha dos Estados Unidos e a primeira embarcação da Classe Wyoming, seguido pelo USS Arkansas. Sua construção começou no início de fevereiro de 1910 nos estaleiros da William Cramp & Sons na Filadélfia, Pensilvânia, e lançado ao mar em maio de 1911, sendo comissionado na frota norte-americana no final de setembro do ano seguinte. Era armado com uma bateria principal composta por doze canhões de 305 milímetros montados em seis torres de artilharia duplas, tinha um deslocamento carregado de mais de 27 mil toneladas e conseguia alcançar uma velocidade máxima de mais de vinte nós (38 quilômetros por hora).
O Wyoming começou sua carreira servindo na Frota do Atlântico e ocupou-se de uma rotina normal de exercícios, com sua principal ação no período tendo sido sua participação na Ocupação de Veracruz em 1914 durante a Revolução Mexicana. Os Estados Unidos entraram na Primeira Guerra Mundial em 1917 e o navio foi para a Europa como parte da Divisão de Couraçados Nove, patrulhando o Mar do Norte com a Grande Frota britânica. Após a guerra voltou para a rotina de exercícios, desta vez com Frota do Pacífico, também realizando cruzeiros de treinamento e viagens diplomáticas internacionais. Durante este período passou por uma grande modernização entre 1925 e 1927.
Os termos do Tratado Naval de Londres de 1930 ditavam que o Wyoming deveria ser desmilitarizado. Dessa forma, a maior parte de sua bateria principal foi removida, junto com sua blindagem e protuberâncias antitorpedo. Foi a partir de então usado como navio-escola, realizando pela década seguinte vários cruzeiros de treinamento no Oceano Atlântico e na Europa. Tornou-se um navio de treinamento de artilharia em 1941 e foi equipado com uma grande variedade de armas antiaéreas, atuando principalmente na Baía de Chesapeake. Ele exerceu essa função durante toda a Segunda Guerra Mundial, sendo descomissionado em julho de 1947 e imediatamente enviado para ser desmontado.